# ローマ日本人女子大生6人強姦事件
ローマ日本人女子大生6人強姦事件（ローマにほんじんじょしだいせい6にんごうかんじけん）とは、1993年1月にイタリア・ローマで起きた強姦事件。通称「カバキ事件」。日本国内でマスコミ・識者らによる被害者バッシングが過熱した。

## 経緯
1993年1月、私立短大主催でロンドン、マドリード、ローマ、パリの名所旧跡を巡る11泊13日の研修ツアーが行われる。
ローマでの自由行動日では別料金を払うオプショナルツアーを選ぶ参加者がほとんどであったが、上京生活のため金銭に余裕のなかったAが自由行動を選択する。その際、Aの友人1人とツアーで知り合った4名の計6名でグループ行動をする。
スペイン広場では多くの男性から声をかけられるも無視していたが、流暢な日本語で話しかけてきた在日経験もある男性との記念撮影に応じる。この時、男性は空手家としての実績や日本人俳優と一緒に写った写真を見せるなど親日家であるアピールをしてグループの警戒心を解いた。また、在伊イラン人であることを隠してイタリア人のふりをしていた。
グループは男性と別れ、昼食をとれる店を探すも週末のためどの店も混雑しており決まらずにいた。その時に先ほどの男性が追いかけてきて地元のお祭りと自宅でのランチに誘う。グループは当日に祭りがある情報を得ていたこと、また、男性が薄毛で老けて見えることから妻帯者であり安全だと判断して誘いに乗り、手配したとする車に同乗してモンテ・サクロにある男性宅に向かう。アパートの上層階の男性宅ではお祭りの衣装を纏った子供達が出迎えた。子供達が実際には男性の家族ではないことを知る由もないグループはさらに信用することになる。
イタリア料理でのランチの後（午後2時頃）、男性は日本刀の演舞を披露した。その時にはすでに子供達の姿はなく、先ほどの運転手が出入り口を塞いでいた。男性はおもむろにグループの一人を窓際に連れて行き、「静かにしなければ、窓から落とす！」と脅迫し、6人に衣服を脱ぐように命令する。男性は刃物を持っていたため、6人に逃げるという選択肢はなくこれに応じた。
犯行は日が暮れるまで長時間に及び、6人中5人が強姦被害、全員がフェラチオの強要、顔面殴打などに遭う。Aらは身体が硬直して声も出せない状況に陥り、殺される雰囲気も感じていたが、グループの一人が「門限までに帰らないと大変なことになる」と泣きながら懇願したことで男性の態度が軟化し、最終的には解放される。
解放されホテルに到着してすぐ、グループがホテルマンに被害を報告。病院に行き、現地警察に被害届を提出、事情聴取は英語を仲介して行われた。スペイン広場担当の警察官が、日本人観光客に話しかける男性を記憶していたこと、アマチュアカメラマンが当日撮影した写真の中に該当する男性を発見したことで事実と認定。被害者の道順の記憶が曖昧なため現場への到着が遅れたが、翌日深夜、自宅にて男性は逮捕された。被害者グループは予定より2日遅れて帰国。その後裁判が被害者が欠席する中で行われたが、最終的に男性には無罪判決が言い渡され、確定した。

## 反響
日本国内のタブロイド紙や週刊誌は、多人数で抵抗すれば防ぐことができたはずだと、被害者グループへのバッシングを行った。また、小林よしのりもSPA!連載ゴーマニズム宣言において、被害者グループを痛烈に批判する作品を発表した。
1995年1月、男性は冤罪を訴える著作を発表した。また、日本の報道バラエティ番組にも出演して冤罪を訴えた。

## その後
2018年秋、性被害撲滅運動を行うジャーナリスト伊藤詩織宛に事件の被害者を名乗る44歳の匿名女性から手紙が届いた。手紙には事件の詳細や「自分たちが沈黙を続けたことで性犯罪の被害者心理に対する世間の無理解が蔓延した」ことを後悔する記述などがあり、事件から25年経って初めて被害者の立場から「性暴力被害者の不可解な行動」への理解を訴えるものであった。

## 関連書籍
- アリ・カバキ『偽りのレイプ : イタリア日本人女性6人強姦事件の真相』マサクリエイティブ、1995年。ISBN 4884920708。

## 類似事件
- ルーマニア日本人女子大生殺人事件